# .cu
.cu je internetová národní doména nejvyššího řádu pro Kubu.